# Discosia strobilina
Discosia strobilina är en svampart som beskrevs av Lib. ex Sacc. 1884. Discosia strobilina ingår i släktet Discosia och familjen Amphisphaeriaceae.   Inga underarter finns listade i Catalogue of Life.